# Leo Hiemer

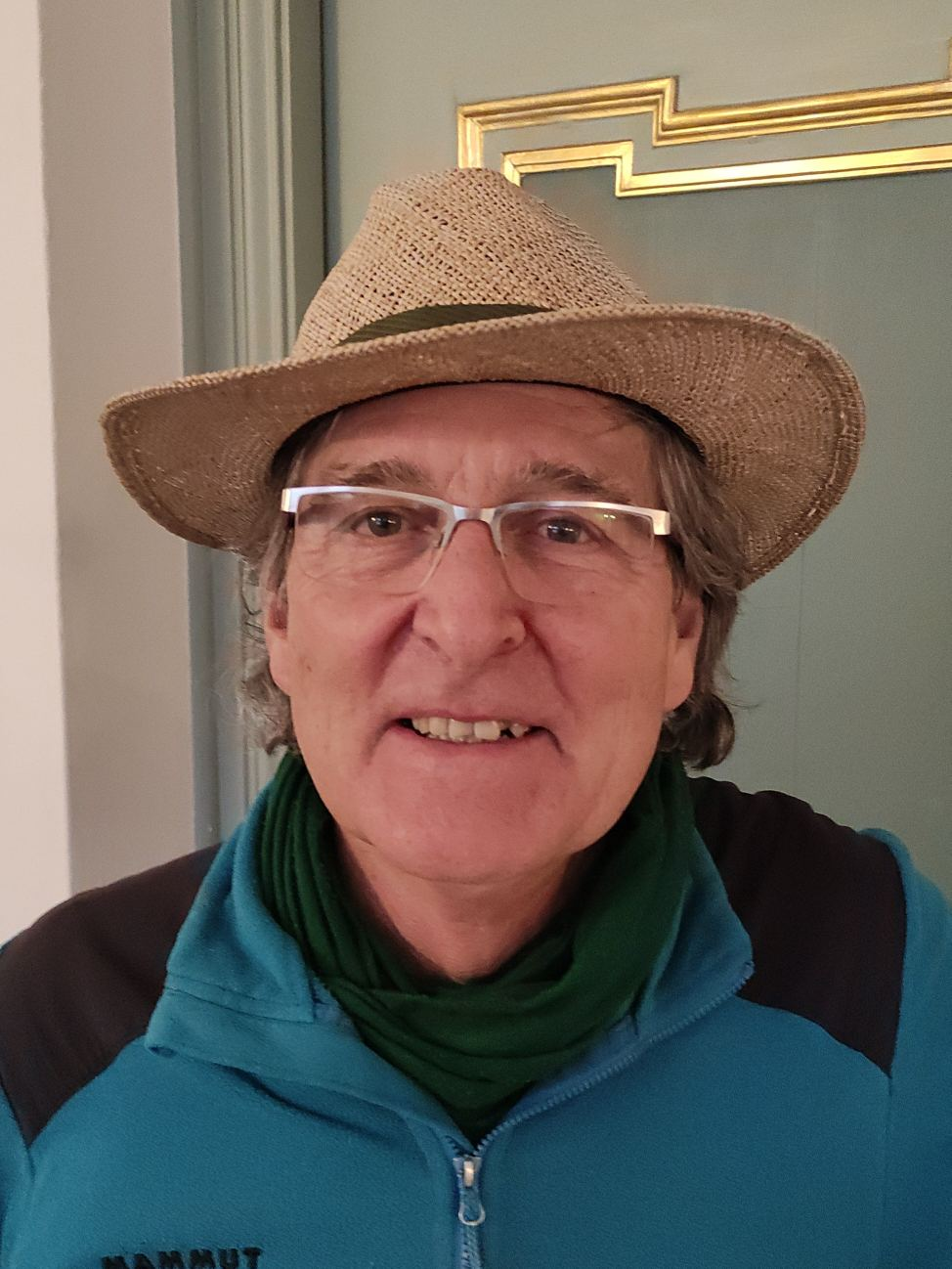
Leo Hiemer (2024)

Leopold Hiemer (* 29. Juni 1954 in Maierhöfen im Allgäu) ist ein deutscher Filmregisseur, Filmproduzent, Filmverleiher sowie Autor.

## Leben
Bereits während seines Studiums der Germanistik und Geschichte, das er mit dem Staatsexamen abschloss, drehte Hiemer Filme im Super-8 Format, die meisten zusammen mit Klaus Gietinger. 1981 gründete er mit Klaus Gietinger, Fritz Günthner und Georg Veit eine eigene Produktionsfirma, die Westallgäuer Filmproduktion (WAF). Mit meist schmalen Budgets produzierte die WAF einige unabhängige, anspruchsvolle, oft provokative Filme, die sich immer wieder mit Leo Hiemers Heimat, dem Allgäu, befassten. Mehrere dieser Filme tragen das Filmprädikat „wertvoll“ oder „besonders wertvoll“. Die WAF löste sich 1991 auf und 1998 gründete Hiemer die „Leo Hiemer Filmproduktion“.
Besonders der Film Daheim sterben die Leut’ (Drehbuch und Regie mit Klaus Gietinger), über manchmal skurrile Konflikte auf dem Land hat Kultfilmstatus erlangt. Er war 1985 mit 400.000 Zuschauern einer der erfolgreichsten deutschen Kinofilme des Jahres und wurde für den Deutschen Filmpreis 1986 nominiert.
Bis 1991 arbeitete er in der Regie mit Klaus Gietinger zusammen, als Kameramann fungierte bis 2019 meist Marian Czura, seitdem Samira Oberberg.
Leo Hiemer lebt mit seiner Frau in Kaufbeuren. Er hat zwei erwachsene Töchter.

## Auszeichnungen

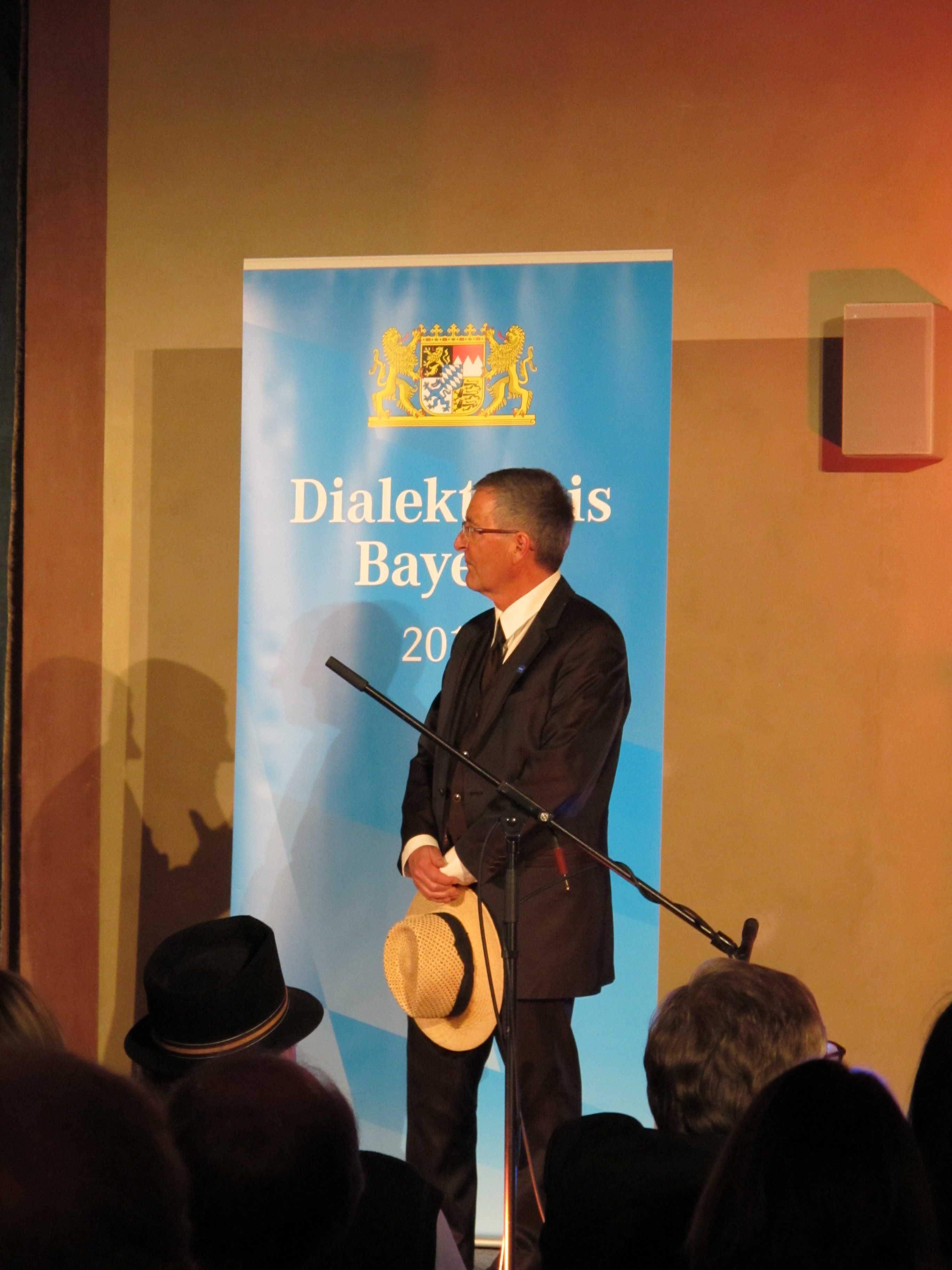
Leo Hiemer bei der Verleihung des Bayerischen Dialektpreises 2017

Im März 2017 wurde Leo Hiemer mit dem ersten Bayerischen Dialektpreis für die Region Allgäu ausgezeichnet. Für seine Arbeit wurde er 2021 mit dem Bayerischen Verfassungsorden ausgezeichnet. Er wurde mit dem Findlingspreis des Interessenverbands für Filmkommunikation ausgezeichnet.

## Filmographie
- 1979: Lond it Luck, Drehbuch und Regie (mit Klaus Gietinger), ein Spielfilm über den Allgäuer Bauernkrieg. 120 Min., Stereo und Super-8, Eigenproduktion.
- 1981: Land der Räuber und Gendarmen, Drehbuch und Regie (mit Klaus Gietinger), TV-Film, Das kleine Fernsehspiel im ZDF, 98 Min.
- 1985: Daheim sterben die Leut’, Drehbuch und Regie (mit Klaus Gietinger), Kinofilm, 98 Min., Produktion: Westallgäuer Filmproduktion (Eigenproduktion). Nominierung „Deutscher Filmpreis“ 1986; „Goldenes Einhorn Alpinale“ 1985. 400.000 Zuschauer.
- 1988: Schön war die Zeit, Drehbuch und Regie (mit Klaus Gietinger), Kinofilm, 110 Min., Koproduktion WAF mit SDR/Maran-Film und Bob Arnold-Film.
- 1994: Leni ... muß fort, Drehbuch und Regie, Spielfilm, 86 Min., Produktion: Daniel Zuta Filmproduktion. Film nach einer tatsächlichen Begebenheit über ein Opfer des Holocaust im Allgäu.
- Ab 1998 freier Drehbuchautor für die SWR-Fernsehserie „Die Fallers“.
- 2000: Vision Schwaben, Buch und Regie, Imagefilm, 38 Min., Leo Hiemer Filmproduktion, Digital Betacam 16:9.
- 2002: Heilige Klänge im Allgäu, Buch und Regie, Dokumentarfilm, 45 Min., Leo Hiemer Filmproduktion im Auftrag des Bayerischen Rundfunks.
- 2004: Komm, wir träumen! Keine ganz normale Liebe, Regie (Drehbuch: Volker Jehle, Mitarbeit: Leo Hiemer), Spielfilm, 93 Min., Leo Hiemer Filmproduktion.
- 2005: Alpträume, Regie (Drehbuch: Andreas Gabriel), Kurzfilm, 20 Min., Leo Hiemer Filmproduktion.
- 2011: Hirnbein. Auf den Spuren des Allgäu-Pioniers, Regie, im Auftrag des Bayerischen Rundfunks, 44 Min., Leo Hiemer Filmproduktion.
- 2013: Heimat unter Strom, Regie, Dokumentarfilm, 80 Min., Leo Hiemer Filmproduktion
- 2021: Kann Spuren von Nazis enthalten, Regie, Dokumentarfilm, 59 Min. im Auftrag des Stadtmuseums Memmingen[4][5], Leo Hiemer Filmproduktion

## Theaterstücke
- 2005: Mohr of Memmingen. Theaterstück nach einer Romanvorlage von Utz Benkel. Landestheater Schwaben in Memmingen, Inszenierung: Patrick Schimanski.
- 2021: Die Jüdin und der Kardinal. Theater in Kempten. Inszenierung: Silvia Armbruster